# Chris Benard
Chris Benard (né le 4 avril 1990 à Tustin (Californie)) est un athlète américain, spécialiste du triple saut.

## Biographie
Troisième des championnats des États-Unis de 2014 derrière ses compatriotes Will Claye et Christian Taylor, avec la marque de 17,10 m, il termine cette même année troisième du meeting Ligue de diamant de Glasgow avec un saut à 16,54 m.
Il se classe 11e des championnats du monde en salle 2016, à Portland, (Oregon). Le 28 mai 2016, à Chula Vista, il porte son record personnel à 17,19 m.
En juin 2018, après un 17,40 m (+0.6) à Chula Vista, le 9 juin, il se classe deuxième des championnats américains avec 17,32 m. Le 10 août, Benard remporte la médaille d'argent des championnats NACAC 2018 de Toronto avec 16,73 m, derrière le Cubain Jordan Díaz (16,83 m).

## Palmarès

### International
| Date | Compétition                    | Lieu             | Résultat | Marque  |
| ---- | ------------------------------ | ---------------- | -------- | ------- |
| 2014 | DécaNation                     | Angers           | 5e       | 16,19 m |
| 2016 | Championnats du monde en salle | Portland         | 11e      | 16,15 m |
| 2017 | Championnats du monde          | Londres          | 6e       | 17,16 m |
| 2017 | Ligue de diamant               | Ligue de diamant | 6e       | 16,37 m |
| 2018 | Championnats NACAC             | Toronto          | 2e       | 16,73 m |
| 2018 | Ligue de diamant               | Ligue de diamant | 5e       | 16,81 m |
| 2022 | Championnats NACAC             | Freeport         | 1er      | 16,40 m |
| 2023 | Championnats du monde          | Budapest         | 9e       | 16,62 m |

### National
- Championnats des États-Unis d'athlétisme :
  - triple saut : 2e en 2018

## Records
| Épreuve     | Épreuve   | Performance | Lieu        | Date            |
| ----------- | --------- | ----------- | ----------- | --------------- |
| Triple saut | Plein air | 17,48 m     | Sacramento  | 23 juin 2017    |
| Triple saut | Salle     | 16,99 m     | Albuquerque | 23 février 2014 |